# Піклсбург
Picklesburgh — щорічний фестиваль маринованих огірків у Піттсбурзі, штат Пенсільванія, США. Він відбувався в центрі Піттсбурга кожного літа з 2015 року (за винятком 2020 року), спочатку на мостах Трьох сестер і вздовж набережної Аллегені, а з 2023 року перемістився на бульвар Союзників і PPG Place.
На фестивалі представлено «все мариноване», включаючи пиво та коктейлі зі смаком маринованих огірків, морозиво з маринованих огірків та інші мариновані продукти, такі як квасоля та кімчі. Він також включає живу музику, дитячі заходи та щорічний конкурс із розпивання соку, переможець якого отримує титул «Мер Піклсбурга». Центральним елементом фестивалю є 11-метрова повітряна куля Heinz.
У 2021, 2022 та 2023 роках Піклсбург був визнаний «найкращим фестивалем спеціалізованої їжі в Америці» в опитуваннях читачів USA Today.

## Історія
Перший Піклсбурзький фестиваль відбувся 17 і 18 липня 2015 року на мосту Рейчел Карсон у центрі Пітсбурга, штат Пенсільванія. Організований некомерційною організацією Pittsburgh Downtown Partnership і спонсорований переважно компанією Heinz (тепер Kraft Heinz), що базується в Піттсбурзі, фестиваль був натхненний багатою історією квашення в Піттсбурзі. Президент Pittsburgh Downtown Partnership Джеремі Уолдруп пояснив, що мариновані огірки «говорять про етнічну, культурну історію Піттсбурга, як плавильного котла для східноєвропейських етнічних спільнот», хоча численні країни західної культури зі значною діаспорою в Сполучених Штатах, такі як Німеччина та Польща також використовують маринування у своїх національних кухнях. За словами Уолдрапа, фестиваль також був натхненний зростаючим рухом «від ферми до столу» та тенденцією до міського домоволодіння.
На Picklesburgh 2016, другому щорічному фестивалі, який проходив на мосту Рейчел Карсон, компанія Heinz представила свої перші нові смаки маринованих огірків за понад 50 років. Фестиваль у 2017 році відбувся на сусідньому мосту Роберто Клементе, де він також проходив у 2018 та 2019 роках, поступово займаючи все більше прилеглого вуличного простору з кожним роком. Починаючи з 2018 року, фестиваль розширився до триденного графіку замість початкових двох днів. Піклсбург був скасований у 2020 році через пандемію COVID-19, але повернувся в серпні 2021 року з додатковими заходами безпеки на мосту Енді Воргола.
У 2022 році фестиваль повернувся на своє первісне місце на мосту Рейчел Карсон, а продавці їжі розташувалися на сусідній об'їзній дорозі 10-ї вулиці. Picklesburgh 2022 зібрав рекордні 90 000 відвідувачів, тому організатори періодично закривали міст Рейчел Карсон, щоб запобігти переповненню. Директор Pittsburgh Downtown Partnership Джек Догерті зауважив: «Іноді, особливо в години пік, тут ставало дуже тісно, і всім присутнім було трохи незручно».
У відповідь на це, у 2023 році фестиваль було перенесено на більшу територію, яка займала три квартали бульвару Союзників між Стенвікс-стріт і Смітфілд-стріт, а також уздовж Маркет-стріт на PPG Place. Навіть на більшому майданчику на Піклсбург 2023 все одно були величезні натовпи, що стояли плечем до плеча, відвідуваність пішоходів зросла більше ніж удвічі до 200 тисяч відвідувачів (стільки людей у суботу, скільки відвідало за всі 3 дні у 2022 році). Попри спеку в середині літа і величезні натовпи, лише 16 відвідувачів було госпіталізовано через теплове виснаження та інші недуги.

## Змагання з розпивання соку

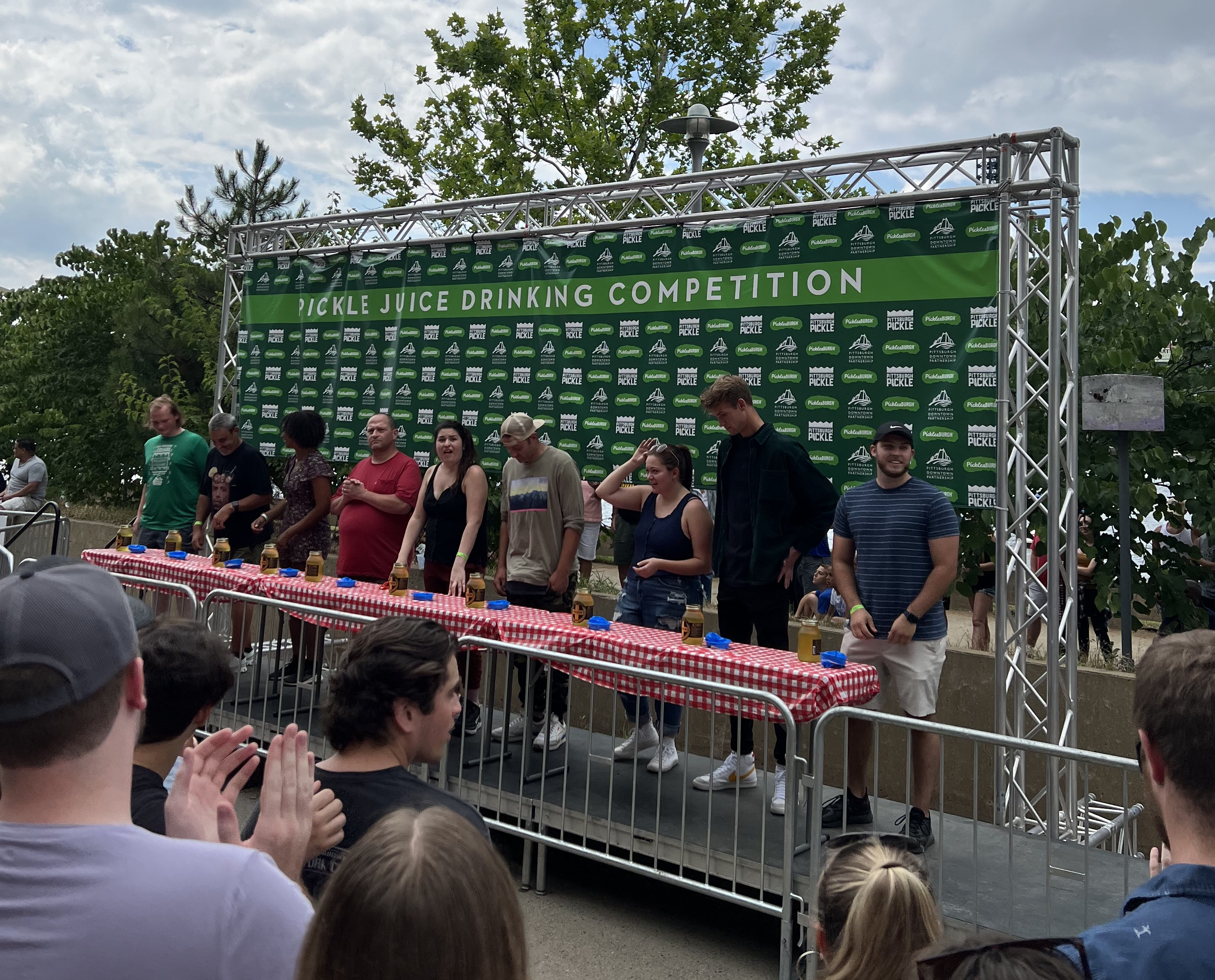
Учасники готуються до конкурсу з розпивання соку в Піклсбурзі 2022

З моменту заснування у 2015 році кожен фестиваль у Піклсбурзі має змагання з пиття огіркового соку головною подією. У змаганні учасники намагаються випити літрову банку маринованого соку, не відригнувши, не проливши й не залишивши сік у банці. Переможець отримує звання «Мера Піклсбурга», а також пояс і грошовий приз у розмірі 500 доларів США, починаючи з 2023 року.
Чемпіон 2023 року та чинний «мер Піклсбурга» — уродженець Пітсбурга Ден Коба, який випив банку маринованого соку за 7 секунд. Рекорд усіх часів було встановлено в Піклсбурзі 2022 року, коли творець контенту для TikTok із Вісконсіна Джален Франко виграв змагання, випивши літр соку за 4,5 секунди.